# Laimes

Laimes ở trang trại Malchersch, trước chiến tranh

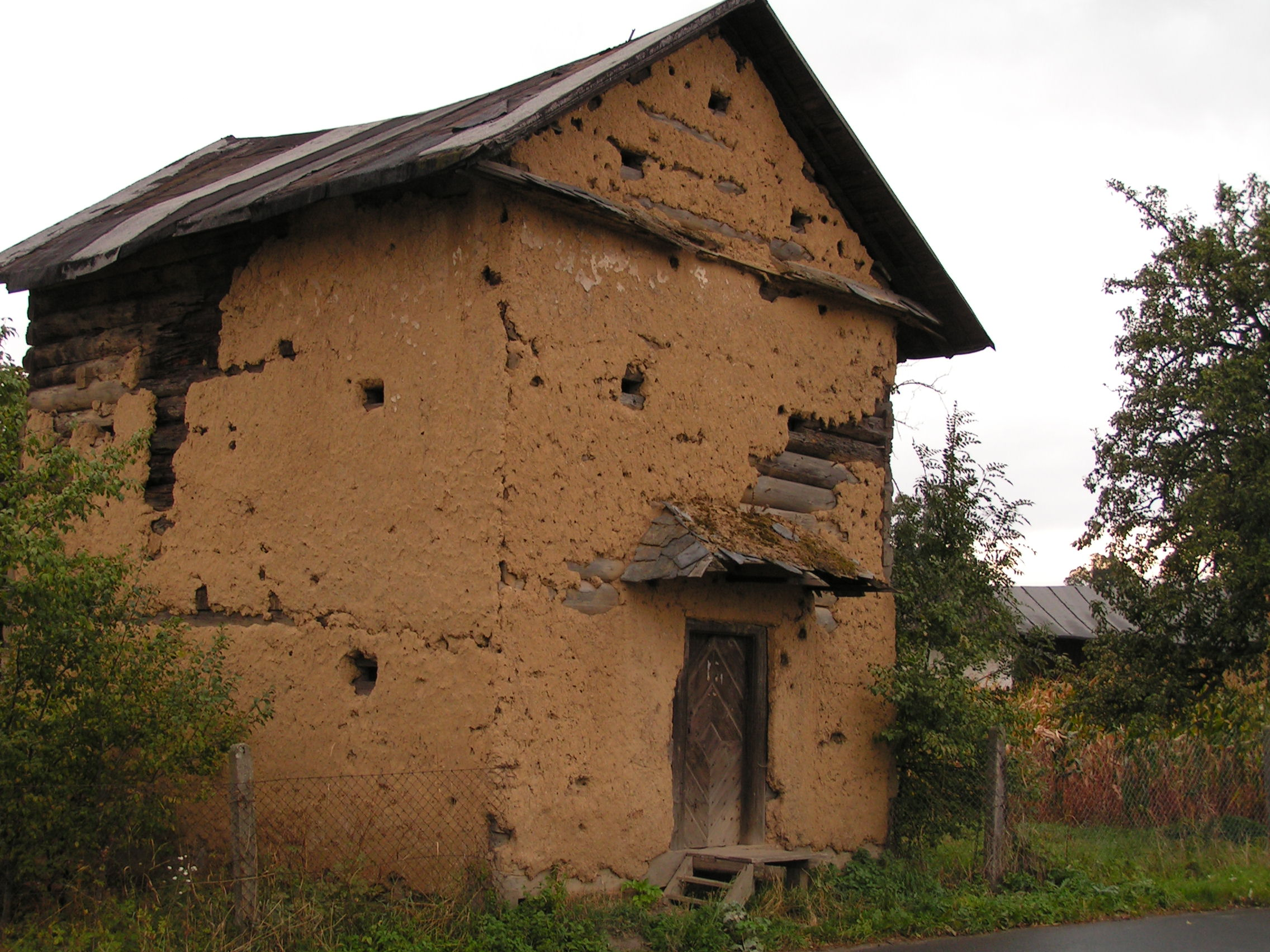
Laimes ở Rozumice: Ví dụ cuối cùng

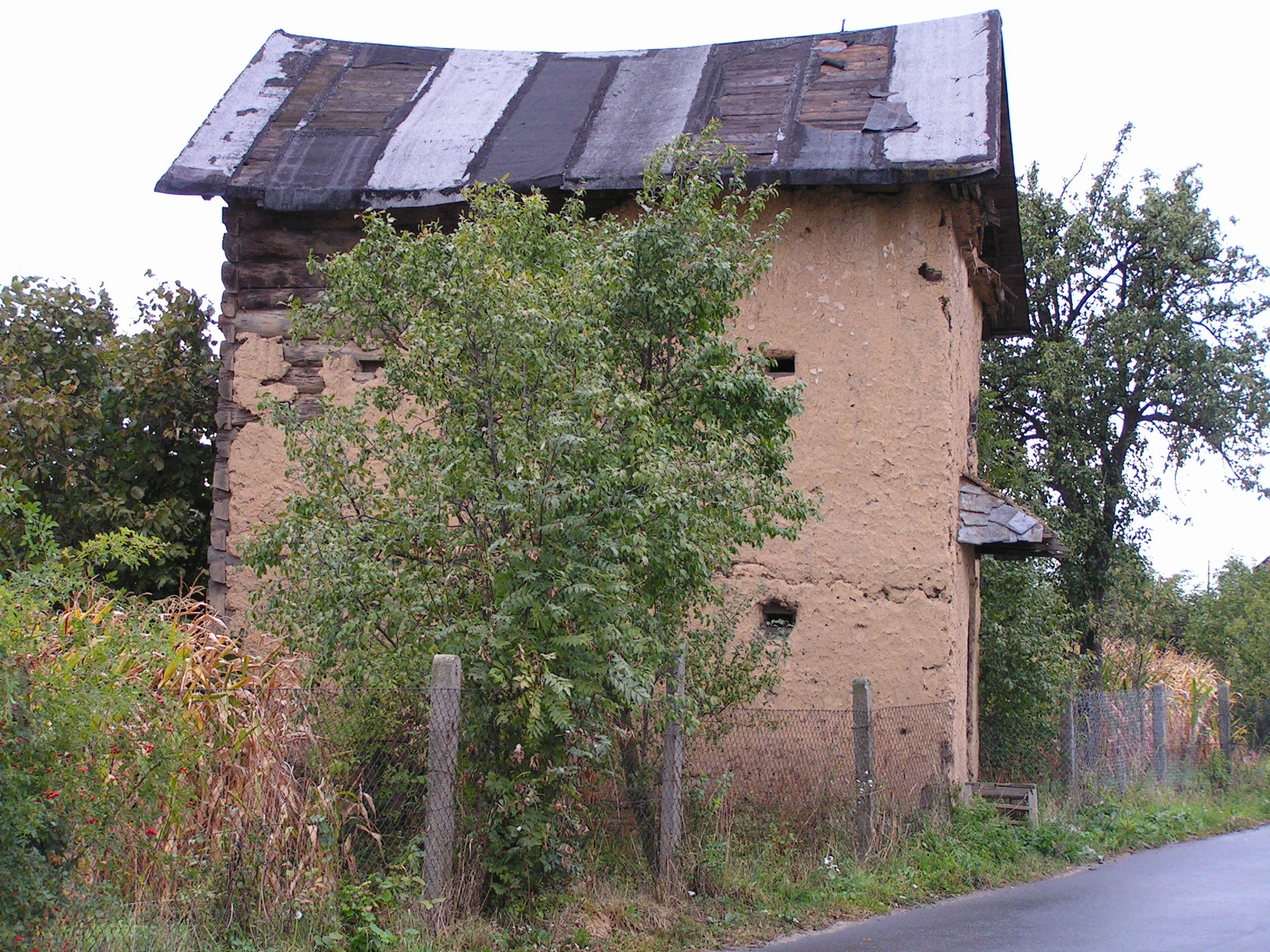
Laimes trong Rozumice: nhìn phía bên

Laimes còn được gọi là "Lehms", "Lehmhus", "Leimes" là một tòa nhà làm từ lớp vữa đất sét để chứa kho thóc đặc biệt ở Upper Silesia. Nguồn gốc của tên được cho là từ Lehm (đất sét), nhưng với phương ngữ địa phương nói trại thành Laimes. Chúng được xem có nguồn gốc từ cánh tả chung của Sông Odra (Oder) nhưng được cho là không còn tìm thấy ở đó. Ở quận Głubczyce (Leobschütz), hình thức xây dựng bản địa này chủ yếu chỉ được tìm thấy ở hai ngôi làng Rozumice (Rösnitz) và Pilszcz (Piltsch). Ban đầu tất cả các trang trại và thậm chí một số tổ chức nhỏ trong làng sẽ có Laimes của riêng mình, nhưng đến cuối Thế chiến I ở Rozumice, chỉ còn 22 cái và ngày nay chỉ còn một cái duy nhất. theo một đề nghị phục hồi.
Các tòa nhà đất sét đã được tìm thấy ở nhiều nơi của châu Âu nhưng không phải ở phía nam hoặc phía đông. Laimes là đặc biệt cho một số lý do. Chúng có vị trí độc đáo (với một số ngoại lệ), bên ngoài sân trong của một trang trại có tường bao quanh, trên mặt tiền đường công cộng. Ở Rozumice, chúng được hình thành với những khúc gỗ chẻ được phủ bằng đất sét và rơm chỉ ở bên ngoài, không có khe hở nào ngoài khe thông hơi được bảo vệ bằng lưới tản nhiệt ở mức cao. Một số cao sáu đến tám mét, ban đầu được lợp trong ván lợp gỗ nhưng do nguy cơ hỏa hoạn đã được thay thế bằng đá phiến cố định. Tầng dưới được nâng lên khỏi mặt đất trên các cột đá. Thùng được định vị để giữ thức ăn gia súc và bột gia đình. Đùi lợn muối và Thịt mỡ được treo trên mái nhà.
Một cánh cửa gỗ sồi đóng khung duy nhất cho phép ra vào và có một cơ chế khóa phức tạp. Có tới ba khóa phím riêng biệt ở mặt ngoài với một cây vợt đứng đầu chùm khóa ở phía bên trong bức tường, được điều khiển vào vị trí có 2   cm đường kính chốt và 'chìa khóa' ki mloa5i. Laimes được coi là an toàn. Có lẽ vị trí của chúng trên mặt tiền đường là giữ cho chúng được nhìn thấy liên tục hoặc có lẽ chỉ phản ánh một truyền thống cố thủ. Kích thước của Laimes phản ánh sự giàu có của trang trại.
Những người định cư ban đầu ở Rozumice được cho là đến từ Franconia nhưng Laimes như một hình thức xây dựng không được biết đến ở đó. Westfalen được biết là trước đây đã có Laimes, không có ví dụ nào được cho là tồn tại, chúng có cấu trúc rất giống nhau, ngoại trừ chúng được hình thành với dầm gỗ sồi hình vuông với cây bấc và daub ở cả bên trong và bên ngoài, mái lợp gỗ và có bốn đến chín mét chiều rộng và chiều dài và chiều cao bốn đến sáu mét.

## Hình ảnh

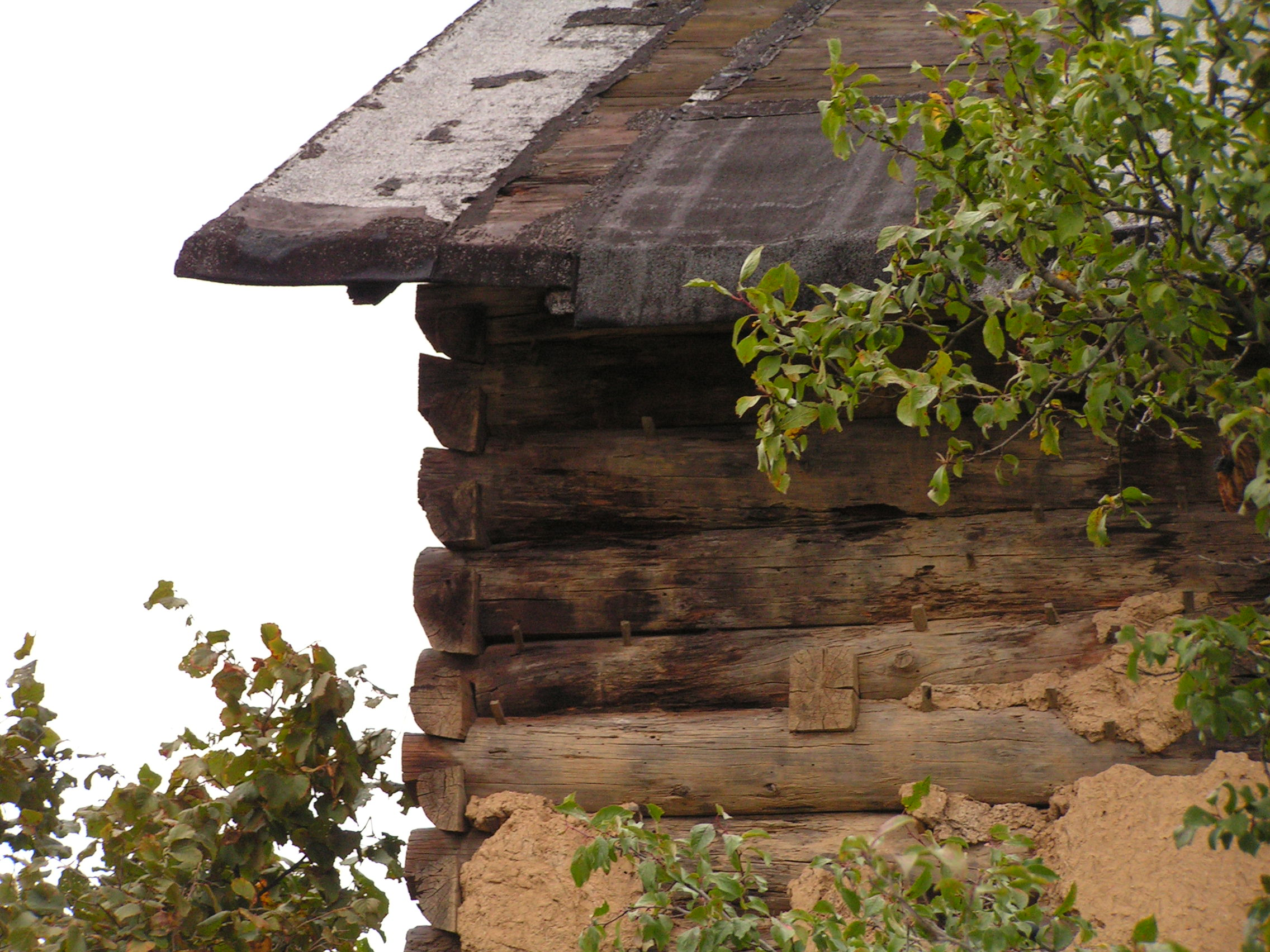
Laimes ở Rozumice: chi tiết xây dựng
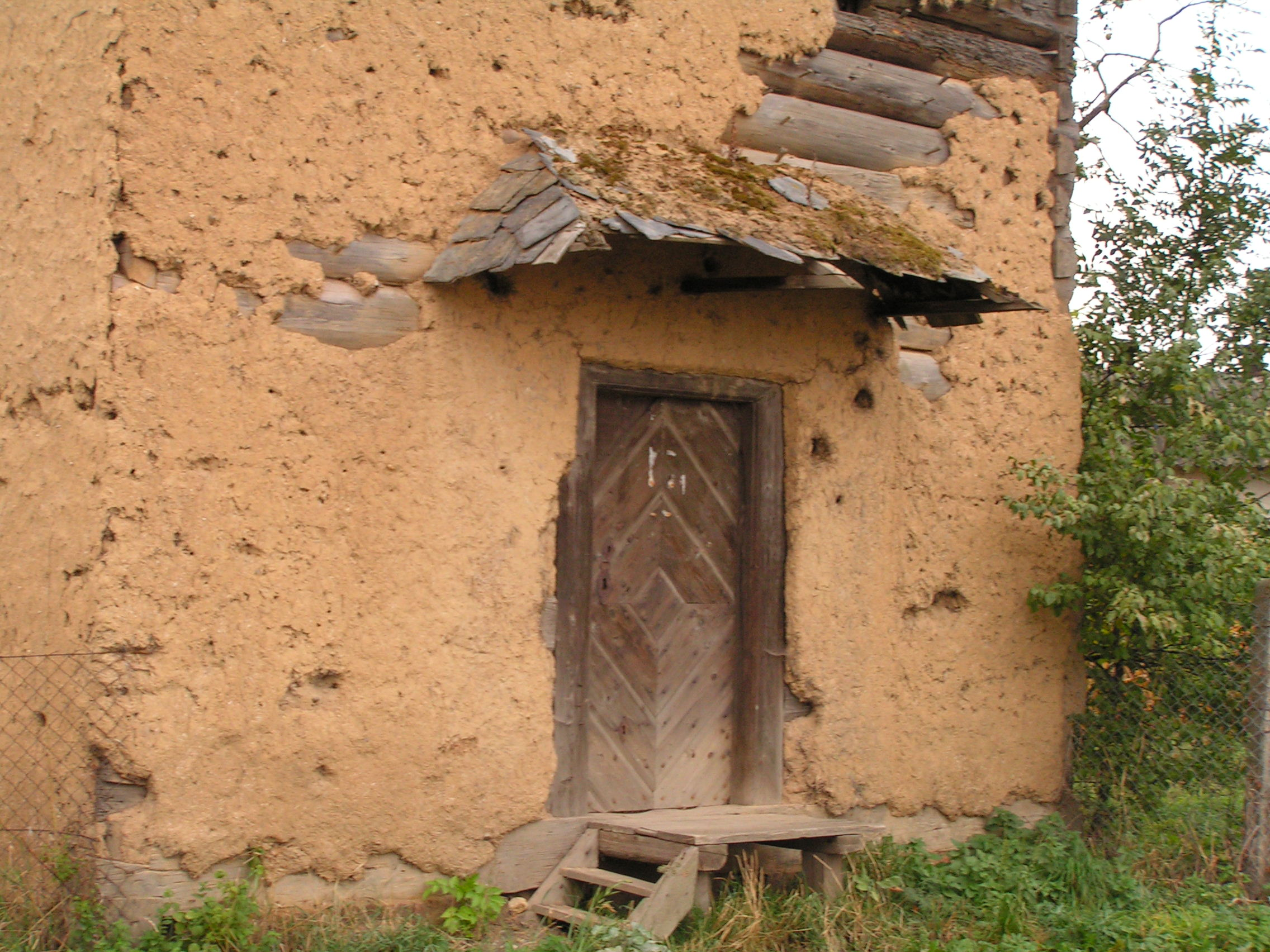
Laimes ở Rozumice: Lối vào